# Kongens Lyngby Sogn
Kongens Lyngby Sogn er et sogn i Kongens Lyngby Provsti (Helsingør Stift). Sognet ligger i Lyngby-Taarbæk Kommune og indtil kommunalreformen i 1970 lå det i Sokkelund Herred (Københavns Amt). I Kongens Lyngby Sogn ligger Lyngby Kirke.
I Kongens Lyngby Sogn findes flg. autoriserede stednavne:
- Brede (bebyggelse)
- Fortunen (bebyggelse)
- Fuglevad (bebyggelse)
- Hjortekær (bebyggelse)
- Kongens Lyngby (bebyggelse, ejerlav)
- Kongens Lyngby Enghave (bebyggelse)
- Lyngby (station)
- Lyngby Lokal (station)
- Nørgaardsvej (station)
- Ørholm (bebyggelse)

Lyngby Sogn havde 11960 indbyggere i 1925 og 12118 i 1928.
Kirkebogen for 1641-1699 viser at pesten ramte Kongens Lyngby sogn hårdt i 1654.
Særligt månederne juli og august hvor der i hver månede døde over 70 personer.